# Kaliumtetrafluoraluminaat
Kaliumtetrafluoraluminaat (doorgaans afgekort als PAF, van het Engelse Potassium aluminium fluoride) is een anorganische verbinding met als brutoformule KAlF4. De stof komt voor als een witte vaste stof, die slecht oplosbaar is in water.

## Toepassingen
Kaliumtetrafluoraluminaat wordt vooral gebruikt als hulpstof bij het zuiveren van aluminium. Vooral bij het recycleren van aluminium wordt de stof gebruikt om de hoeveelheid magnesium in het gesmolten metaal te verwijderen. Het gebruik van kaliumtetrafluoraluminaat heeft één groot nadeel, namelijk de vorming van fluorhoudende gassen, vooral waterstoffluoride, die schadelijk zijn voor het milieu. Met behulp van calciumhydroxide kan de uitstoot van deze gassen wel verminderd, maar niet voldoende worden vermeden. Kaliumtetrafluoraluminaat wordt in de industriële metaalbewerking ook gebruikt om additieven in een groot aantal producten homogeen in het metaal te verdelen. Het wordt ook gebruikt als insecticide.